# Triodontopyga lenkoi
Triodontopyga lenkoi là một loài ruồi trong họ Tachinidae.